# Почти как люди
«Почти как люди» (англ. They Walked Like Men) — научно-фантастический роман американского писателя Клиффорда Саймака. Впервые опубликован в США в 1962 году.

## Сюжет
«Почти как люди» — один из романов Клиффорда Саймака, в котором обыгрывается его любимая тема — тема контакта человека с другими цивилизациями. Однако в данном произведении писатель демонстрирует необычный для себя подход к ней, описывая попытку вторжения инопланетян на Землю. Причём попытку весьма своеобразную: пришельцы намерены захватить Землю, скупив её.
Главный герой, журналист Паркер Грейвс (англ. Parker Graves), сначала обнаруживает на пороге арендуемой им квартиры капкан (который, упустив добычу, обернулся чёрным шаром и ретировался), а затем получает письмо с уведомлением об аннулировании договора об аренде, поскольку дом, в котором он проживает, продан. Пытаясь докопаться до истины, Паркер узнаёт, что кто-то методично скупает недвижимость. Далее оказывается, что занимаются этим пришельцы, стремясь завладеть Землёй, чтобы затем превратить её в некий межгалактический курорт. Инопланетяне, в своём подлинном виде напоминающие чёрные кегельные шары, могут принимать облик людей, животных и предметов. Они неоднократно покушаются на жизнь Паркера, сначала в здании, где находится один из офисов инопланетян, потом — взорвав его машину.
Паркер при помощи своей коллеги Джойс Кейн, с которой у него роман, пытается бороться с пришельцами. Но Джойс — единственная, кто ему поверил. Второй поверивший ему человек, давний друг — биолог Кэрлтон Стирлинг — погибает. Паркер приносит ему несколько захваченных «кегельных шаров», но часть существ убегает. Через несколько часов Паркер и Джойс узнают о том, что найдено тело Стирлинга.
Герои встречают и другого инопланетянина — внешне похожего на огромную лохматую собаку. Пёс, как они его называют, сообщает им важную информацию: для пришельцев главную ценность представляют запахи, и они, заполучив Землю, обменяют её на огромную партию благовоний.
Паркер выясняет, что инопланетян неудержимо привлекает запах секрета, выделяемого скунсами, — настолько, что они могут отказаться ради него от любой задачи. У него возникает идея, как обнаружить пришельцев, однако тут его самого захватывает в плен подменённая машина. Паркер попадает в аварию, он серьёзно ранен, но Джойс успевает организовать акцию — прямо в центре города на волю выпускают скунсов. Через несколько часов центр города оказывается погребённым под огромной горой «кегельных шаров». Власти готовятся сбросить на город термоядерную бомбу, однако в этом нет необходимости — афера пришельцев уже раскрыта.
Пёс исцеляет Паркера и, попросив беречь Землю, отбывает в свой мир.

## Издания
На английском роман был впервые опубликован в США в 1962 году. Позже неоднократно переиздавался на английском языке, последнее издание вышло в 2011 году.
На русском языке роман был впервые опубликован в 1970 году в переводе С. Васильевой в 18-м томе «Библиотеки современной фантастики». В этом переводе роман неоднократно переиздавался. В 2002 году роман выходил также в переводе А. Григорьева.